# Neseis neochinai
Neseis neochinai är en insektsart som beskrevs av Ashlock 1983. Neseis neochinai ingår i släktet Neseis och familjen fröskinnbaggar. Inga underarter finns listade i Catalogue of Life.